# Grande Aglomerado Globular de Hércules
O Grande Aglomerado Globular de Hércules (Messier 13, NGC 6205) é um aglomerado globular de estrelas na constelação de Hércules. Foi descoberto pelo inglês Edmond Halley em 1714, e posteriormente catalogado pelo francês Charles Messier em 1 de junho de 1764.
Com magnitude aparente de 5,8, é fracamente visível a olho nu, mesmo sob condições extremamente boas de observação. Tem um diâmetro aparente na abóbada celeste de 23 minutos de arco e é facilmente visível mesmo em pequenos telescópios. Situa-se a cerca de 25 100 anos-luz em relação à Terra e sua idade foi estimada em 13 bilhões de anos.

## Descoberta e visualização
Sendo um dos mais proeminentes aglomerados globulares da Via-Láctea, foi descoberto pelo astrônomo inglês Edmond Halley em 1714. De acordo com o astrônomo francês Charles Messier, que listou o aglomerado em seu catálogo em 1 de junho de 1764, John Bevis também havia mencionado o objeto em seu Celestial Atlas.
Na esfera celeste, o aglomerado está próximo da galáxia NGC 6207, que está a cerca de 28 minutos de arco a nordeste do sistema. Uma pequena galáxia, IC 4617, situa-se a meio caminho entre o aglomerado e a galáxia, a norte-nordeste do amplo núcleo do aglomerado.

## Características

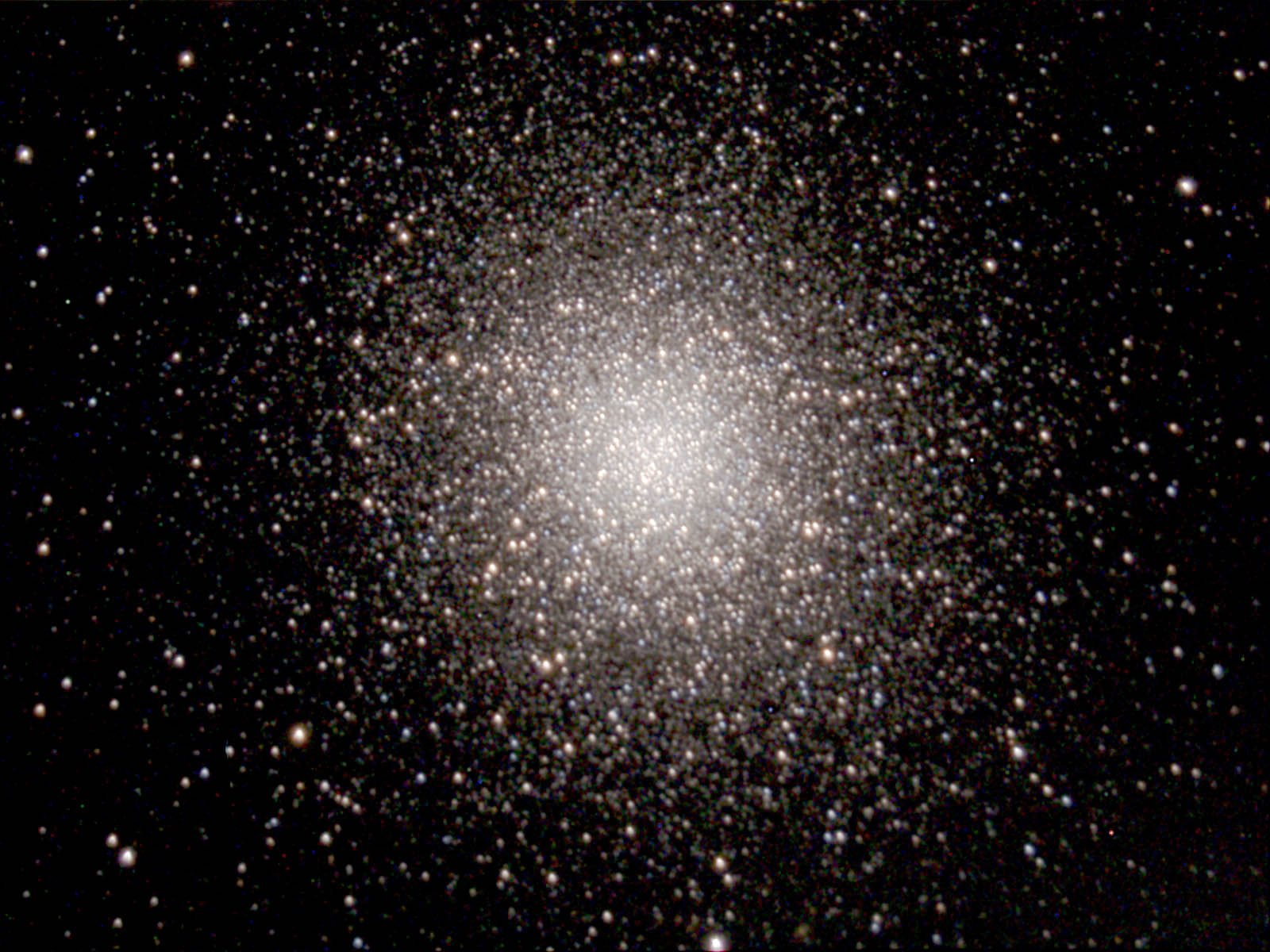
Grande Aglomerado Globular de Hércules visto de Madri.

Estando a uma distância de 25 100 anos-luz da Terra, seu diâmetro aparente de 20 minutos de grau corresponde a um diâmetro real de 145 anos-luz. Contém mais de 100 000 estrelas, embora de acordo com Timothy Ferris, o aglomerado pode conter mais de um milhão de estrelas; seu centro tem uma densidade estelar 500 vezes maior do que o espaço nas vizinhanças do Sol. Historicamente, Halton Arp em 1962 estimou a idade do aglomerado em 14 bilhões de anos.
Segundo Jenneth Glyn Jones, o aglomerado contém uma estrela peculiar, pertencente à classe espectral B2, ou seja, uma estrela azul, catalogada como Barnard Nº 29. Sua associação ao aglomerado foi confirmada por medidas de sua velocidade radial; não é comum para uma estrela azul pertencer a um aglomerado com mais de uma dezena de bilhões de anos. Acredita-se que o aglomerado tenha capturado esta estrela ao longo de sua história. Sua estrela mais brilhante é uma estrela variável de magnitude aparente 11,95.

## Mensagem de Arecibo
Foi escolhido como alvo para uma das primeiras mensagens de rádio enviadas ao espaço, com o objetivo de transmitir a uma possível civilização extraterrestre informações sobre a Terra e a civilização humana. A mensagem foi em 1974 pelo projeto SETI com o uso do radiotelescópio porto-riquenho Arecibo.
A razão principal era devido ao fato de que a região, tendo uma alta densidade de estrelas, tem uma maior chance de existência de vida inteligente habitando um planeta. Entretanto, o aglomerado já não vai mais estar em sua localização atual quando a mensagem chegar; foi mais uma demonstração tecnológica do que uma tentativa real de contactar uma civilização extraterrestre inteligente.

## Galeria

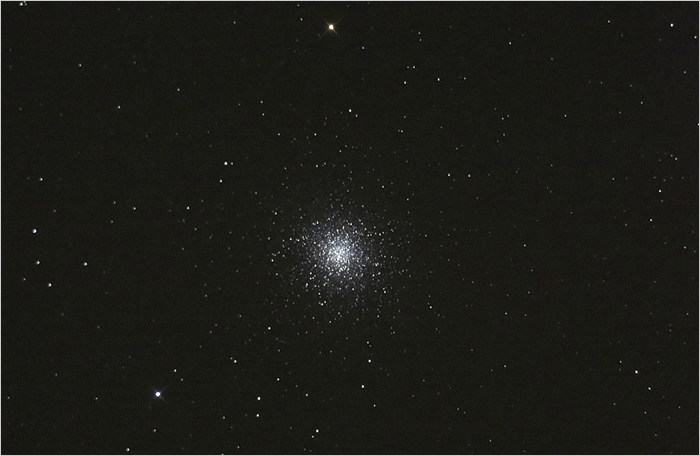
Messier 13, Rochus Hess
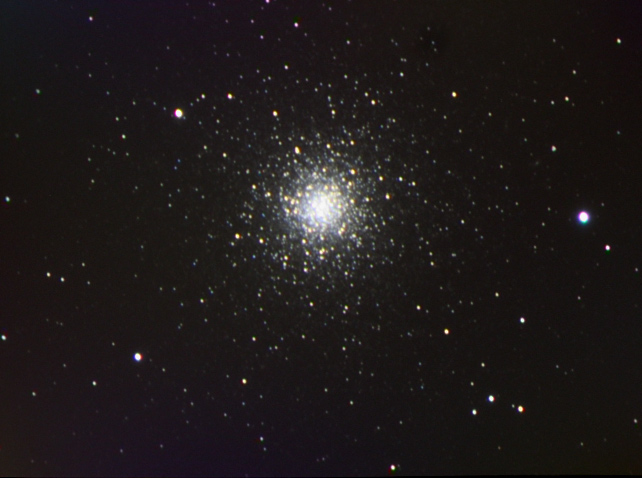
Messier 13, Filip Lolić
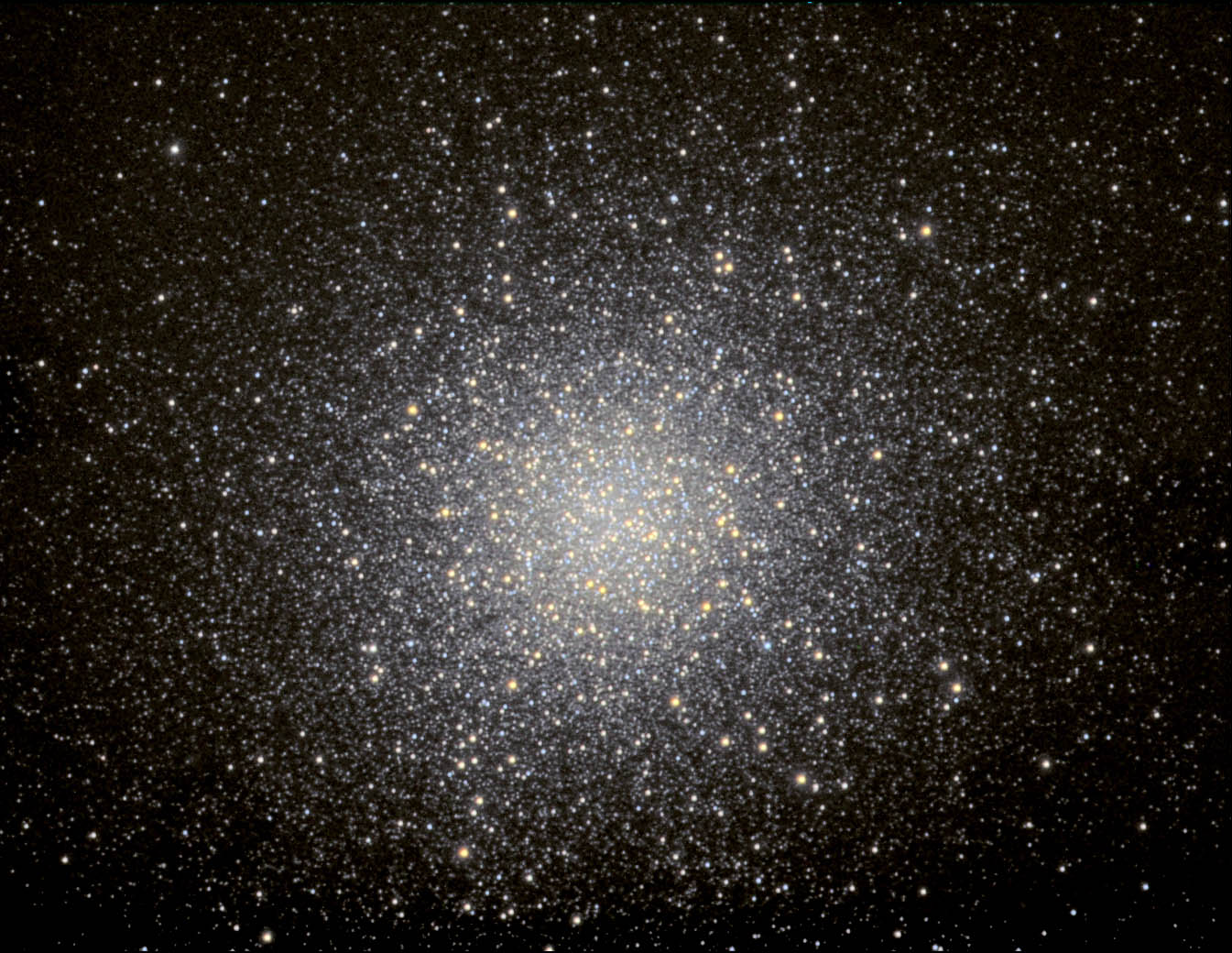
Messier 13, Robert J. Vanderbei
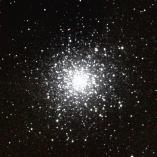
Messier 13, projeto 2MASS
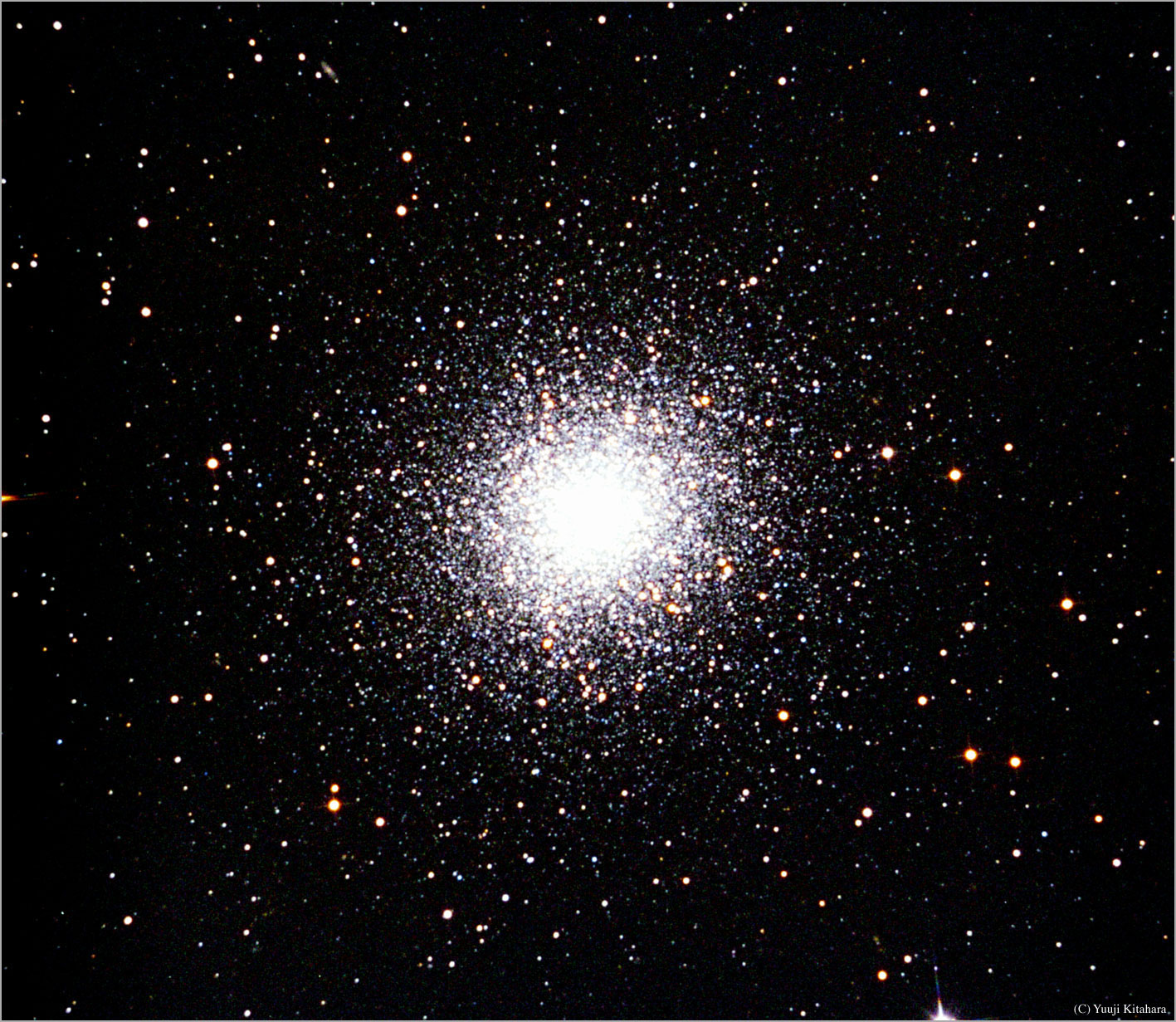
Messier 13, NASA
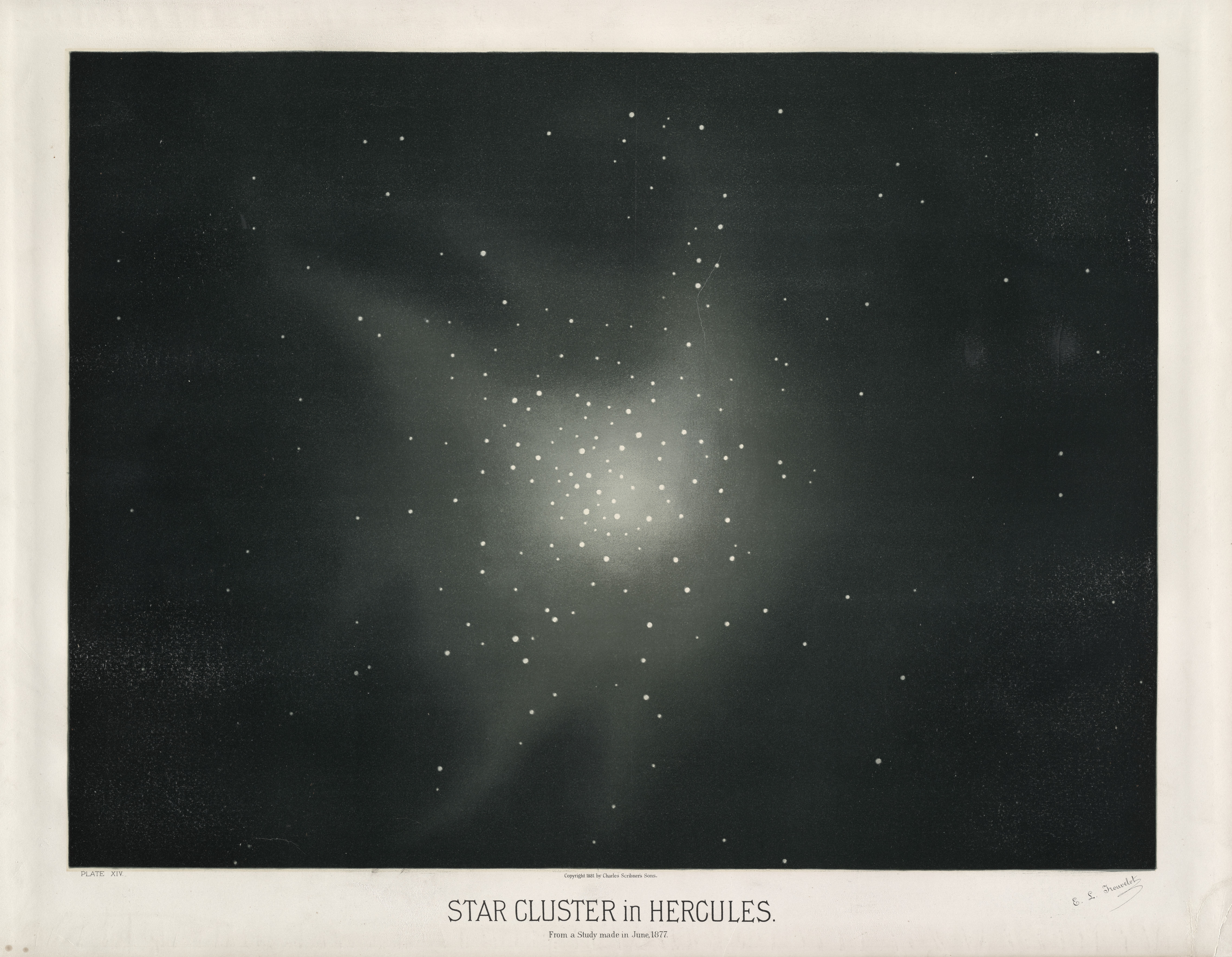
Esboço de M13, desenhado por Étienne Léopold Trouvelot em 1877